# Olga Kaniskina
Olga Nikolaevna Kaniskina (în rusă О́льга Никола́евна Кани́ськина; n. 19 ianuarie 1985, Napolnaya Tavla⁠(d), Kocikurovo⁠(d), RSFS Rusă, URSS) este o fostă atletă și antrenoare rusă. Ea a câștigat medalia de argint la proba de 20 de km marș la Campionatul European din 2006, medalia de aur la Campionatul Mondial din 2007, medalia de aur la Jocurile Olimpice de la Beijing din 2008 și medalia de argint la Jocurile Olimpice de la Londra din 2012. Ea mai a câștigat și proba de 20 de km marș a Cupei Mondiale la marș organizată de IAAF în 2008, stabilind un nou record pentru această competiție, 1:25:42. Ea a fost suspendată din competiții timp de mai mulți ani din cauza dopajului.

## Cariera
La Cupa Mondială la marș din 2006, Olga Kaniskina a terminat pe locul al cincilea. La Campionatele Europene de Atletism din 2006 a câștigat medalia de argint, fiind prima ei medalie la o competiție internațională majoră. În anul următor, la Campionatul Mondial de Atletism din 2007, a câștigat titlul mondial tot la proba de 20 de km marș, învingând-o pe compatrioata Tatiana Șemiakina la linia de sosire.
În anul 2008, Kaniskina a doborât primul ei record mondial la 20 de km marș la Campionatul Național al Rusiei, reușind să scoată un timp mai bun decât compatrioata sa, Olimpiada Ivanova, în august 2005. Totuși IAAF nu a ratificat recordul deoarece un record mondial poate fi înregistrat doar dacă au fost prezenți trei arbitri la competiție, lucru care nu s-a întâmplat atunci. A câștigat și proba de 20 de km marș a Cupei Mondiale la marș organizată de IAAF în 2008 în Rusia, stabilind un nou record pentru această competiție, 1:25:42
La Jocurile Olimpice din 2008 de la Beijing, ea a doborât recordul olimpic la proba de 20 de km marș, reușind un timp de 1:26:31, cu 36 de secunde mai bun decât cel al sportivei medaliate cu argint. Fostul record olimpic, 1:29:05, a fost stabilit de către Wang Liping, în 2000, la Jocurile Olimpice de la Sydney, Australia.
La Campionatul Mondial de Atletism din 2009 a câștigat din nou medalia de aur, devenind prima femeie care reușește să medalia de aur în doi ani consecutivi.
Prima victorie a Kaniskinăi din 2010 a venit în competiția Na Rynek Marsz! organizată la Cracovia, Polonia, unde a învins-o pe Melanie Seeger, având un timp mai bun cu doar două secunde. A reușit să câștige medalia de aur și la Campionatul European de Atletism din 2010. În 2011 a început cu o victorie în cadrul competiției World Challenge 2011, câștigând etapa de marș desfășurată pe circuitul dim Rio Maior, în aprilie.
La Jocurile Olimpice din 2012 a condus proba de 20 km marș până în ultimul kilometru, când a fost întrecută de Elena Lașmanova, rămânând cu medalia de argint.

### Dopaj
Kaniskina a făcut parte dintr-un grup de sportivi condus de Viktor Chegin. Mai mulți de doisprezece componenți ai acestui grup au fost suspendați pentru dopaj. Ea nu a participat la Campionatul Mondial care a avut loc în țara sa natală, la fel ca și coechipierul Serghei Bakulin. Mai târziu s-a dezvăluit că Bakulin era deja suspendat, lucru de care era suspectată și Kaniskina. Pe 20 ianuarie 2015, Kaniskina a fost suspendată pe o durată de 3 ani și 2 luni începând cu data de 15 octombrie 2012, iar toate rezultatele ei din perioada 15 iulie 2009 și 16 septembrie 2009, precum și între 30 iulie 2011 și 8 decembrie 2011 (printre care se numără și cele două medalii de aur de la Campionatul Mondial) i-au fost anulate. Motivul dat pentru suspendare a fost prezența unor anomalii în pașaportul său biologic.
Ca urmare a suspendării cauzate de dopajul, Kaniskina și-a pierdut locul de muncă de la Centrul Olimpic de Antrenament Victor Chegin din Saransk, fiind președintele acesteia. Ea obținuse poziția cu mai puțin de o lună înainte, înlocuindu-l pe Viktor Kolesnikov, care a fost la rândul său suspendat pentru dopaj. Pe 25 martie 2015, IAAF a depus o contestație la Curtea de Arbitraj de la Lausanne, Elveția, punând la îndoială descalificările aleatorii și durata suspendării celor șase sportivi implicați, printre ei numărându-se și Kaniskina, contestație prin care i s-a permis să-și păstreze argintul olimpic.
Kaniskina a primit premii în bani de aproximativ 135.000 de dolari la evenimentele la care ar fi fost dopată.

## Palmares
| An   | Competiție                      | Locație                        | Loc | Eveniment  | Note    |
| ---- | ------------------------------- | ------------------------------ | --- | ---------- | ------- |
| 2005 | Campionatul European de Tineret | Erfurt, Germania               | 2   | 20 km marș | 1:33:33 |
| 2006 | Cupa Mondială de Marș           | La Coruña, Spania              | 5   | 20 km marș | 1:28:59 |
| 2006 | Campionatul European            | Göteborg, Suedia               | 2   | 20 km marș | 1:28:35 |
| 2007 | Cupa Europei de Marș            | Leamington Spa, Marea Britanie | 2   | 20 km marș | 1:28:13 |
| 2007 | Campionatul Mondial             | Osaka, Japonia                 | 1   | 20 km marș | 1:30:09 |
| 2008 | Cupa Mondială de Marș           | Ceboksarî, Rusia               | 1   | 20 km marș | 1:25:42 |
| 2008 | Jocurile Olimpice               | Beijing, China                 | 1   | 20 km marș | 1:26:31 |